# Emilio Villari

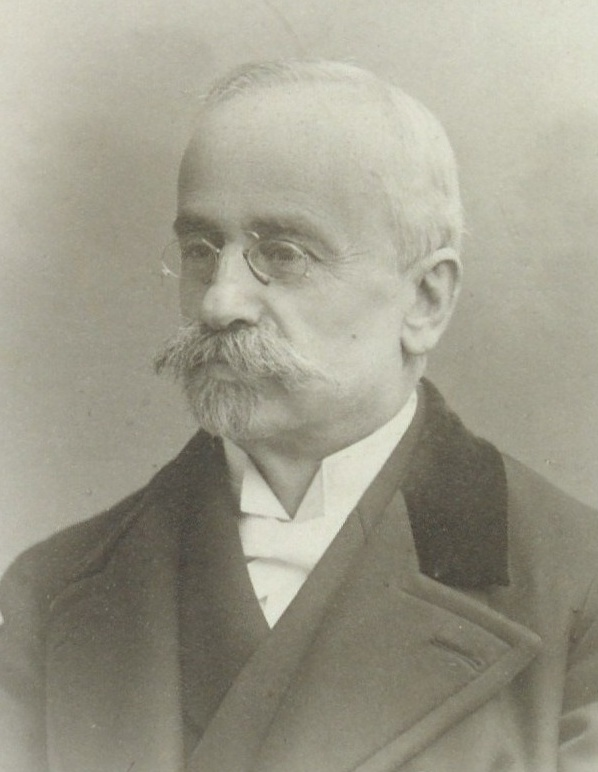
Emilio Villari (1904)

Emilio Villari (* 25. September 1836 in Neapel; † 20. August 1904 ebenda) war ein italienischer Experimentalphysiker. 

## Leben
Villari entstammte einer wohlhabenden Familie aus Neapel, einer seiner Brüder war der Historiker und Politiker Pasquale Villari. Emilio litt in jungen Jahren an Epilepsie und arbeitete nach seinem Studium zunächst als Lehrer in Neapel und Pisa. Ab 1864 arbeitete er zur Weiterbildung für ein Jahr in Berlin bei Heinrich Gustav Magnus, im Anschluss unterrichtete er bis 1867 Physik am Liceo Dante in Florenz. In dieser Zeit entdeckte Villari auch die Reversibilität des magnetostriktiven Effekts, der später als Villari-Effekt nach ihm benannt wurde. Er wurde 1871 Professor an der Universität Bologna und 1889 Professor an der Universität in Neapel. 
Villari forschte darüber hinaus zum Elektromagnetismus, insbesondere nach der Entdeckung der Röntgenstrahlung 1895. Seine Forschung auf dem Gebiet fand internationale Anerkennung, sodass Villari im Sommer 1900 für einen Bericht zur Weltausstellung nach Paris eingeladen wurde.